# Herbert Leupin
Herbert Leupin (Beinwil am See, 20 december 1916 - Bazel, 21 september 1999) was een Zwitserse illustrator, grafisch ontwerper en kunstschilder, met name op het gebied van commerciële kunst. Internationale bekendheid verwierf hij met zijn affiches.

## Biografie
Herbert Leupin bezocht van 1931 tot 1935 de Kunstgewerbeschule Basel. Hij ontving daarna een studiebeurs om naar de privéschool van Paul Colin in Parijs te gaan, waar hij van 1935 tot 1936 lessen modeltekenen volgde. Hier liet hij zich al beïnvloeden door het werk van Cassandre. Vanaf 1937 vestigde Leupin zich in Augst in de buurt van Bazel als zelfstandig graficus met een eigen atelier. In 1937 werkte hij tevens enige tijd in het atelier van Donald Brun. 
Met collega-grafici Burkhard Mangold, Niklaus Stoecklin, Hermann Eidenbenz, Donald Brun, Armin Hofmann, Celestino Piatti, Fritz Bühler en Peter Birkhäuser behoorde Leupin tot de zogenaamde "School van Bazel". De stijl hiervan wordt gekenmerkt door een nauwkeurige weergave van een opvallend geplaatst voorwerp, met scherpe externe en interne contouren, veel gebruik van licht en schaduw en contrasterende kleuren. Deze techniek maakte in de jaren dertig en veertig school, eerst in Zwitserland en later internationaal.
In 1945 trouwde hij met Elsa Schamberger, met wie hij twee kinderen kreeg.
Van 1944 tot 1949 illustreerde hij in opdracht van de Zürichse uitgeverij Globi sprookjes van de gebroeders Grimm. Hij zou later nog vele kinderboeken illustreren. 
Vanaf 1952 begon Leupin het magisch realisme meer en meer te verlaten, eerst ten gunste van een meer schetsmatige enigszins kinderlijke tekenstijl, geïnspireerd door het tekenwerk van zijn kinderen, maar vervolgens kon men vele stijlen aantreffen, van naturalistisch tot illustratief. Leupin paste zich graag aan, afhankelijk van de toepassing. Eén kenmerk bleef echter tot het eind toe zichtbaar, en dat was de humor.
Van 1951 tot 1968 werkte Leupin als reclameadviseur en grafisch ontwerper voor Reemtsma AG, een tabaksfirma in Hamburg. In 1952 ontving hij een prijs voor zijn affiches voor het Reemtsma-merk Salem nr. 6. Eveneens in 1952 bedacht hij de beroemde koe van Milka. In de jaren zestig kwamen de grote reclamebureaus op, maar Leupin probeerde zich zo veel mogelijk aan dit "opgeblazen apparaat" te onttrekken. In 1970 ontwierp hij het nog steeds gebruikte logo voor de eerste Art Basel. In totaal zou hij circa duizend affiches ontwerpen.
Na 1970 zou hij zich volledig gaan toeleggen op de schilderkunst. In 1999 overleed hij op 82-jarige leeftijd.

## Tentoonstellingen en prijzen
In 1957 had Herbert Leupin zijn eerste solotentoonstellingen, in Chicago, Offenbach en Hamburg. 
In 1960 ontving hij de Medal Award van de Art Directors Club of Chicago, evenals het Certificate of Merit van de Art Directors Club in New York City. In die tijd begon Leupin meer te werken als kunstzinnig graficus. In 1961 won hij de eerste prijs in de Internationale Affichewedstrijd in Toronto. In 1964 werden zijn werken getoond op documenta III in Kassel in de grafische sectie. In 1968 won hij de gouden medaille op de Affiche-biënnale van Warschau. 
In 1969 vond de eerste overzichtstentoonstelling in het Gewerbemuseum Basel plaats en in 1972 nog een overzichtstentoonstelling in het Deutsches Plakatmuseum in Essen. In 1974 ontving hij in Kassel de Ernst Litfass-medaille. 
In 1990 werd Leupin opgenomen in de "Hall of Fame" van de Art Directors Club van Zwitserland.
Van zijn talrijke affiche-ontwerpen werden in totaal 89 affiches erkend als "Schweizer Plakate des Jahres".

## Galerij

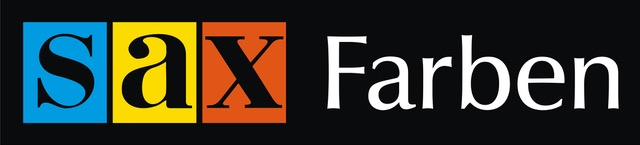
Het logo van Sax Farben (kunstschildersverf) uit 1954
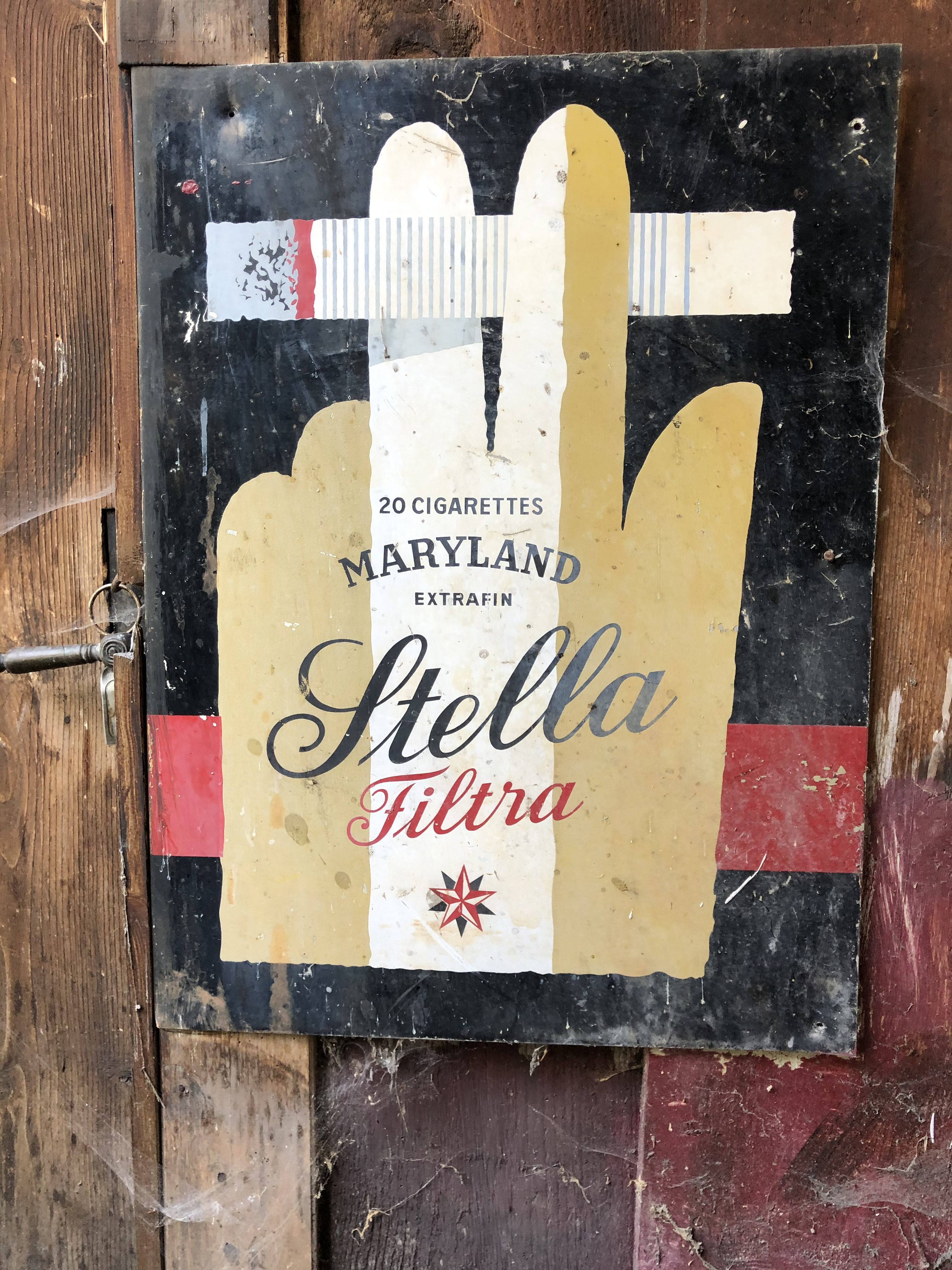
Affiche van Maryland Stella Filtra-sigaretten (1956)
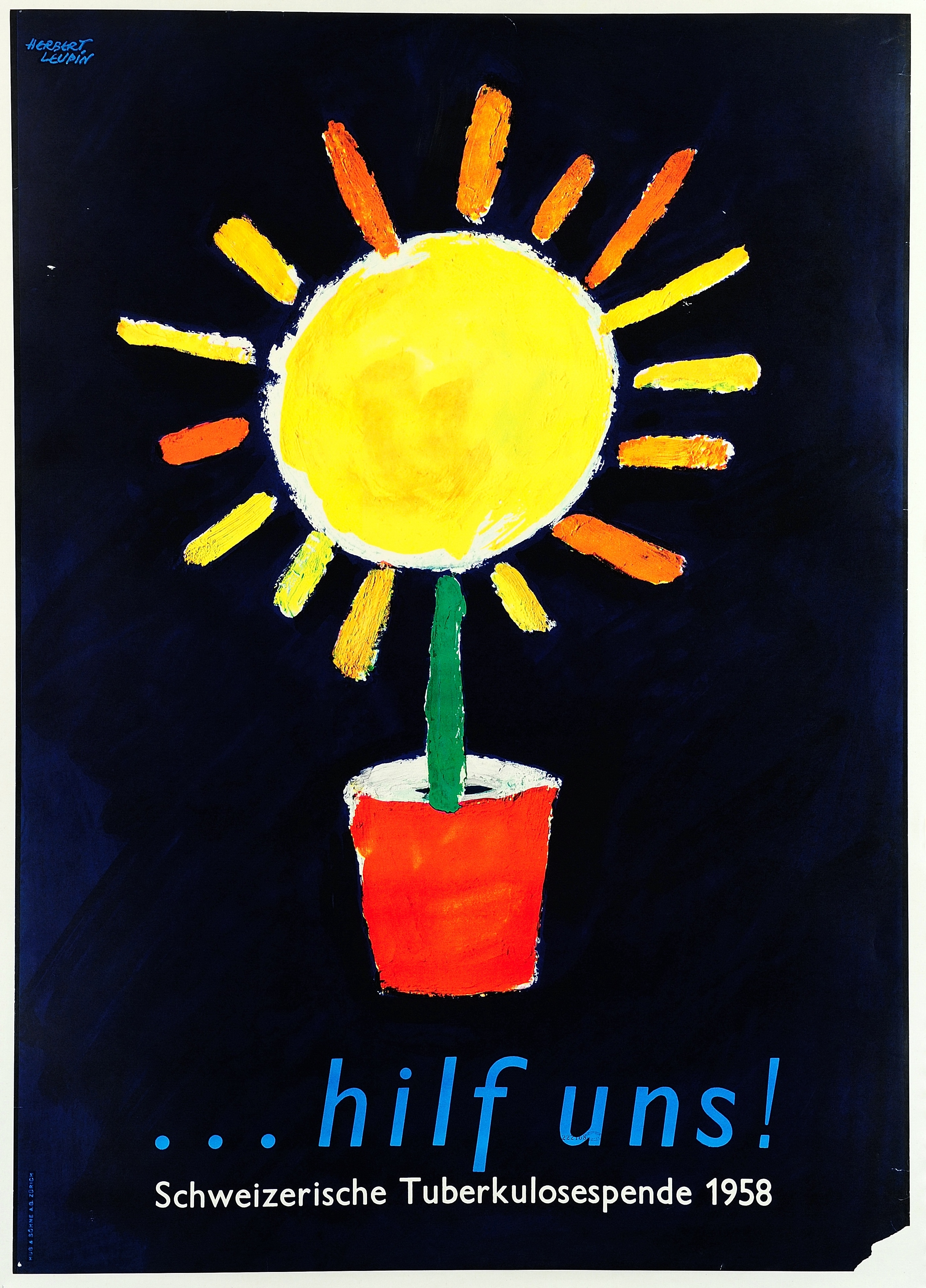
Affiche ten behoeve van de Zwitserse tuberculosepreventie (1958)